# Theridion macropora
Theridion macropora är en spindelart som beskrevs av Tang, Yin och Peng 2006. Theridion macropora ingår i släktet Theridion och familjen klotspindlar. Inga underarter finns listade i Catalogue of Life.